# Lac Vivi
Pour les articles homonymes, voir Vivi (homonymie).
Le lac Vivi est un lac d'eau douce situé dans l'okroug d'Évenkie, kraï de Krasnoïarsk, en fédération de Russie, qui occupe le tronçon supérieur de la vallée d'où s'écoule la rivière rivière Vivi (ru), affluent de la Toungouska Inférieure, et qui fait partie du bassin de l'Ienisseï.
Le lac Vivi est situé dans la partie sud-ouest du plateau de Poutorana. Il n'y a pas de points de peuplement sur ses rives. Le lac est riche en poissons.

## Généralités
La superficie du lac est de 229 km2. De forme allongée, il est bordé de forêts de larix. Il reste encore peu étudié : sa profondeur maximale est inconnue, par exemple ; elle est estimée entre 80 m et 200 m. 133 rivières, relativement grandes, s'y jettent.
La région du lac se caractérise par une sismicité considérable. Le lac Vivi ainsi que les lacs Niakchingda (ru), lac Agata, lac Severnoïe (ru) forment un rift. En raison des mouvements tectoniques, ces lacs se creusent avec des contours anguleux caractéristiques par l'apparition de failles perpendiculaires aux anciennes. L'indicateur de l'abaissement en cours sont les mélèzes recouverts d'eau, toujours debout dans le lac Agata.

## Centre géographique de la fédération de Russie
La partie la plus remarquable du lac se situe sur la rive sud, où se situe le centre géographique de la Russie. Peu après la chute de l'URSS, le docteur en science Piotr Bakout (ru) a calculé les coordonnées du centre de la fédération de Russie (66° 25′ N, 94° 15′ E), au moyen de calculs complexes à partir d'une formule originale. Après vérification par l'Agence fédérale de cartographie et de géodésie, le point central de la fédération de la Russie a été approuvé comme étant situé à l'extrémité sud du lac Vivi.
Il se trouve un peu à l'Est de la longitude de Krasnoïarsk et un peu au Nord de la latitude d'Arkhangelsk, à 16 km du Cercle arctique (le lac est traversé lui-même par ce Cercle polaire arctique).
Le 27 août 1992, le cercle scientifique et sportif Ivan Papanine a inauguré à cet emplacement un monument de 7 m de haut en l'honneur de saint Serge de Radonège, décédé en 1392, pour célébrer le 600e anniversaire de sa mort. À côté, est placée une Croix orthodoxe de 8 m. Près de cette croix, une chapelle en bois a été érigée en 2006.
En raison de l'annexion de la Crimée par la Russie en 2014, le centre géographique de la fédération de Russie s'est déplacé de quelques dizaines de mètres plus au sud du lac Vivi, et une croix a été posée, à nouveau, à l'endroit précis, en 2014.
En 2021, avec le soutien du Fonds mondial pour la nature (WWF), une réserve naturelle a été créée d'importance régionale et appelée Lac Vivi (réserve), d'une superficie de 2 030,9 km2,.